# Stefano Giovannoni
Pour les articles homonymes, voir Giovannoni.
Stefano Giovannoni (né à La Spezia en 1954) est un designer italien.

## Biographie
Diplômé en architecture de l’université de Florence en 1978, il a collaboré avec Ettore Sottsass. Designer industriel et d’intérieur, il a travaillé pour Alessi, Magis et Nestlé. Dans les années 2000, il a conçu le design de téléphones portables pour Alessi-Siemens et KDDI.